# Høje Taastrup Station
Høje Taastrup Station er en jernbanestation i Høje-Taastrup på Vestbanen mellem København H og Roskilde. Desuden er den endestation for S-banen Høje Taastrup-banen.
Stationen er udformet med tre perroner med to spor hver, hvoraf den ene perron er for S-togene. Stationsbygningen ligger på en bred bro, der fører hen over baneterrænet, og som også rummer en busterminal. Den postmodernistiske bygning domineres af tre tøndehvælvstage, der er blevet et vartegn for Høje-Taastrup. Dertil kommer den 26,5 m høje skulptur Thors Tårn, der står i rundkørslen umiddelbart syd for stationen. Udsmykningen på selve stationen er lavet af den danske maler og billedkunstner Henning Damgård-Sørensen. 

## Historie
Stationen blev anlagt på åben mark. Man ønskede ikke alene at anlægge en station, men at skabe et regionalt center, så på baggrund af en strukturplan fra 1977 blev der udskrevet en arkitektkonkurrence for såvel stationen som det ubebyggede område mellem City 2, der blev indviet i 1972, og Gadehavekvarteret. Konkurrencen blev vundet af tegnestuen Jacob Blegvad A/S, der i samarbejde med DSB's arkitekter, bl.a. Jens Nielsen, udfærdigede de endelige planer for stationen. Anlægsudgifterne beløb sig til 300 millioner kroner.
Stationen blev indviet af Dronning Margrethe 2. den 31. maj 1986 samtidig med S-banens forlængelse fra Taastrup Station. De første år standsede kun S-tog og regionaltog ved stationen, men siden åbningen af det 3. og 4. hovedspor mellem Høje-Taastrup og Roskilde i 1988 har alle fjerntog tillige standset ved stationen.
Udover at fungere som et regionalt trafikknudepunkt var stationen også tænkt som en fremskudt hovedbanegård til aflastning af København H. Ikke sådan at regional- og fjerntog skulle ende her under normale omstændigheder, men sådan at passagerer til og fra Københavns vestegn kunne skifte her i stedet for at skulle omvejen ind omkring København H. I praksis fungerer stationen dog af og til sammen med Roskilde som midlertidig endestation, når sporarbejde eller uheld begrænser eller umuliggør kørsel på strækningen ind til København. Således har for eksempel nattoget "Skiekspressen" til Østrig og Italien haft endestation her.

## Antal rejsende
Ifølge Østtællingen var udviklingen i antallet af dagligt afrejsende med fjerntog:
| År   | Antal | År   | Antal | År   | Antal | År   | Antal |
| ---- | ----- | ---- | ----- | ---- | ----- | ---- | ----- |
| 1984 | -     | 1993 | 5.498 | 2000 | 5.829 | 2005 | 5.865 |
| 1987 | 3.025 | 1995 | 5.341 | 2001 | 5.782 | 2006 | 5.740 |
| 1990 | 5.241 | 1996 | 5.105 | 2002 | 5.442 | 2007 | 6.245 |
| 1991 | 5.583 | 1997 | 5.636 | 2003 | 5.582 | 2008 | 5.703 |
| 1992 | 5.606 | 1998 | 5.691 | 2004 | 5.713 |      |       |

Ifølge Østtællingen var udviklingen i antallet af dagligt afrejsende med S-tog:
| År   | Antal | År   | Antal | År   | Antal | År   | Antal |
| ---- | ----- | ---- | ----- | ---- | ----- | ---- | ----- |
| 1957 | -     | 1974 | -     | 1991 | 3.658 | 2001 | 3.153 |
| 1960 | -     | 1975 | -     | 1992 | 3.356 | 2002 | 3.036 |
| 1962 | -     | 1977 | -     | 1993 | 3.461 | 2003 | 3.267 |
| 1964 | -     | 1979 | -     | 1995 | 3.590 | 2004 | 3.133 |
| 1966 | -     | 1981 | -     | 1996 | 3.383 | 2005 | 3.267 |
| 1968 | -     | 1984 | -     | 1997 | 3.628 | 2006 | 3.331 |
| 1970 | -     | 1987 | 3.218 | 1998 | 3.527 | 2007 | 3.243 |
| 1972 | -     | 1990 | 3.210 | 2000 | 3.461 | 2008 | 3.090 |

## Galleri
- Indgang til stationen fra busterminalen.
- Interiør i stationsbygningen.
- 7-Eleven-kiosk.
- Busstoppestederne i terminalen har en usædvanlig udformning.
- IC3 ankommer fra vest.